# Azusa Ono
Azusa Ono (小野 梓, 10 de março de 1852 - 11 de janeiro de 1886) foi um intelectual, jurista e político japonês durante a era Meiji.
Ele foi conselheiro do político Ōkuma Shigenobu e participou de debates sobre reformas e da elaboração de uma primeira constituição para o Japão após a restauração Meiji de 1868. Ono desempenhou um papel importante na fundação do Partido Constitucional Progressista (Rikken Kaishintō) e na criação da Universidade Waseda.

## Biografia
Ono saiu para estudar em Shōheikō em Tóquio, depois em Osaka, onde aprendeu inglês em 1871. Foi para os Estados Unidos para estudar direito antes de ir para Londres de 1872 a 1874 para aprender economia e o sistema bancário. Durante esta estadia, aproveitou a oportunidade para viajar à Europa e descobrir os diferentes sistemas políticos ocidentais.
Retornando ao Japão em Tóquio, em 1876, obteve um cargo no Ministério das Finanças. Logo recebeu a responsabilidade de redigir um novo código civil para o Ministério da Justiça. Seu conhecimento do direito internacional rendeu-lhe uma rápida ascensão na hierarquia, de modo que rapidamente conviveu com vários líderes da era Meiji, incluindo Ōkuma Shigenobu, ministro das finanças. 
Em 1880foi transferido para o mesmo ministério e ocupou um cargo importante de conselheiro e morreu em 1886, aos 33 anos, de tuberculose crônica.